# Yusuf Ali Chowdhury
Pour les articles homonymes, voir Chowdhury.
Yusuf Ali Chowdhury (1905– 1971), communément appelé Mohan Mia, était un homme politique bengali-pakistanais.